# Chiesa di San Martino (Ferrara)
La chiesa di San Martino si trova in via Fondobanchetto a Ferrara e risale al X secolo. Venne soppressa con le disposizioni napoleoniche all'inizio del XIX secolo poi chiusa nel 1880. Rimane l'edificio utilizzato a scopi civili.

## Storia
La chiesa è una delle più antiche nella città di Ferrara, documentata almeno sin dal 969, sorta nella zona dell'antico castello dei Curtensi. A lungo la via Fondobanchetto sulla quale si trova venne chiamata strada di San Martino.
Inizialmente, dal punto di vista della giurisdizione ecclesiastica, fu legata alla pieve di Santa Maria in Aula Regia di Comacchio e fu per secoli chiesa parrocchiale. Dal 1300 passò alla più vicina San Bartolo di Aguscello. La parrocchia venne soppressa nel 1656 pur rimanendo luogo aperto al culto. Attorno al 1678 la Confraternita del Santissimo Sacramento la restaurò e la ampliò, invertendone l'orientamento e costruendo la nuova facciata.
Fu officiata sino all'arrivo delle truppe di occupazione francesi e le conseguenti soppressioni napoleoniche venne chiusa al culto, sottratta alla chiesa e venduta. La sua chiusura definitiva come edificio religioso avvenne nel 1880, e da quel momento è stata destinata ad altri usi dai proprietari che si sono succeduti nel tempo.

## Descrizione
L'orientamento dell'edificio religioso è verso occidente. Si affaccia su via Fondobanchetto quasi di fronte ai resti dell'antica casa fortificata della famiglia ghibellina Torelli Salinguerra, molto potente prima della presa del potere da parte della dinastia degli Estensi. Il prospetto principale, che mantiene le forme medievali, ha la parte centrale a capanna e ai lati le due strutture a salienti che corrispondono alle navate laterali. La rifinitura è in cotto ferrarese a vista, con arcate cieche e un portale di accesso senza cornice. In alto, ai due lati della parte centrale, due grandi finestre rettangolari.